# Lilia Ravazzoli
Lilia Ravazzoli Pini, coniugata Kaden (Monte Grande, 26 gennaio 1946 – 18 marzo 2017), è stata una cestista argentina.

## Carriera
Con l'Argentina ha disputato i Campionati mondiali del 1971.